# Красноголовець
Красноголовець або підосичник (Leccinum) — рід базидіомікотових грибів родини болетові (Boletaceae). Серед представників роду багато дуже цінних їстівних грибів.

## Поширення
Представники роду поширені у лісових масивах помірної зони Європи, Азії і Північної Америки, утворюючи мікоризні асоціації з деревами. Більшість видів утворюють асоціацію з деревами одного роду. Leccinum aurantiacum, однак, є винятком, росте в мікоризній асоціації з тополею, березою і дубом.

## Класифікація
- Leccinum aeneum Північна Америка
- Leccinum aerugineum Європа
- Leccinum alaskanum
- Leccinum albellum Північна Америка
- Красноголовець білоногий (Leccinum albostipitatum)
- Leccinum andinum Південна Америка
- Leccinum arbuticola Північна Америка
- Leccinum arenicola Північна Америка
- Leccinum areolatum Північна Америка
- Leccinum armeniacum Північна Америка
- Leccinum atrostipitatum Північна Америка Європа
- Підосиковик (Leccinum aurantiacum) Європа
- Leccinum atrostipitatum Європа
- Leccinum brunneogriseolum Європа
- Підберезник коричневий (Leccinum brunneum)
- Leccinum callitrichum Європа
- Грабовик (Leccinum carpini) Європа
- Leccinum cinnamomeum Північна Америка
- Leccinum coffeatum Північна Америка Європа
- Leccinum discolor Північна Америка
- Бабка тополева (Leccinum duriusculum) Європа
- Leccinum excedens Африка
- Leccinum extremiorientale Азія
- Leccinum fibrillosum Північна Америка
- Leccinum flavostipitatum Північна Америка
- Leccinum foetidum Африка
- Leccinum griseum Північна Америка, Азія
- Бабка біла (Leccinum holopus) Європа Північна Америка, Азія
- Leccinum insigne Північна Америка
- Leccinum insolens Північна Америка
- Leccinum largentii Північна Америка
- Leccinum lepidum Європа
- Leccinum luteum Північна Америка
- Leccinum manzanitae Північна Америка
- Підберезник чорний (Leccinum melaneum) Європа
- Leccinum molle Європа
- Leccinum neotropicale Південна Америка
- Leccinum nigellum Європа
- Leccinum nucatum Європа
- Leccinum onychinum
- Leccinum olivaceosum Європа
- Підберезник димчастий (Leccinum palustre) Європа
- Красноголовець білий (Leccinum percandidum) Європа
- Красноголовець ялиновий (Leccinum piceinum) Європа
- Leccinum ponderosum Північна Америка
- Leccinum populinum Європа
- Leccinum porphyreum Африка
- Leccinum potteri Північна Америка
- Leccinum pseudoscabrum
- Leccinum quercinum Європа, Азія, Південна Америка
- Leccinum rigidipes Європа
- Leccinum roseofractum Європа, Північна Америка
- Leccinum roseotinctum
- Leccinum rotundifoliae Європа Північна Америка
- Leccinum rubroscabrum Африка
- Leccinum rubrum Азія
- Leccinum rugosiceps Азія, Північна Америка, Південна Америка
- Leccinum salicola Європа
- Підберезник (Leccinum scabrum) Європа
- Бабка дрібна[1] (Leccinum schistophilum)
- Leccinum snellii Північна Америка
- Leccinum subatratum Північна Америка
- Leccinum subglabripes Північна Америка
- Leccinum subgranulosum Північна Америка
- Leccinum subradicatum Азія
- Leccinum talamancae Південна Америка
- Leccinum umbonatum Африка
- Leccinum umbrinoides
- Підберезник різнобарвний (Leccinum variicolor) Європа, Азія
- Красноголовець жовто-бурий (Leccinum versipelle) Європа, Північна Америка, Азія
- Leccinum vinaceopallidum Північна Америка
- Красноголовець сосновий (Leccinum vulpinum)